# Dan Wheldon
Daniel Clive "Dan" Wheldon (22. června 1978, Emberton, Olney, Anglie, Spojené království – 16. října 2011, Las Vegas, Nevada, USA) byl anglický automobilový závodník. Byl mimo jiné dvojnásobný vítěz v USA populárního závodu 500 mil Indianapolis z roku 2005 a 2011 a celkový vítěz série IndyCar z roku 2005.
Zahynul tragicky ve věku 33 let dne 16. října 2011 v Las Vegas při závodě série IndyCar během hromadné havárie celkově patnácti vozů.
Nehoda se stala v 11. kole závodu (z celkových 200). Dan Wheldon byl před nehodou v zadní části celého startovního pole, které bylo tvořeno 34 závodními vozy.
Poté, co před ním, po vzájemném kontaktu, havarovalo několik vozů (rychlost kolem 350 km/h), nestihl se této hromadné srážce vyhnout a najel do havarovaných aut. Jeho vůz byl nárazem vymrštěn a v letu převrácen tak, že dopadl vrchní částí na vnější betonovou bariéru dráhy a začal prudce hořet.
Dan Wheldon byl přepraven letecky do nemocnice a později prohlášen za mrtvého. Podle pitvy zemřel na následky vážného poranění hlavy při nárazu.
Závod byl poté oficiálně ukončen. Jelo se ještě pět pomalých kol na jeho počest.

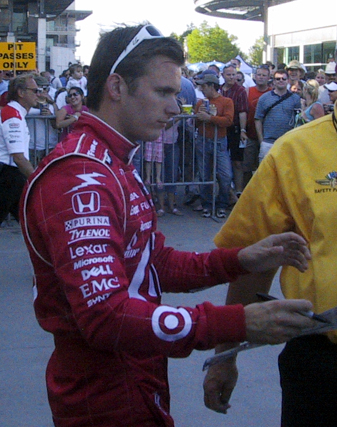
Dan Wheldon rozdává fanouškům autogramy během kvalifikace na Indianapolis Motor Speedway v roce 2007